# Metopochetus curvus
Metopochetus curvus är en tvåvingeart som beskrevs av Mcalpine 1998. Metopochetus curvus ingår i släktet Metopochetus och familjen skridflugor. Inga underarter finns listade i Catalogue of Life.